# 鹿島沢古墳群
鹿島沢古墳群（かしまざわこふんぐん）は、青森県八戸市にある8世紀後半から9世紀後半のものと考えられる末期古墳群。

## 概要
八戸市根城大久地内と沢里鹿島沢地内にあり、別名根城古墳群とも呼ばれている。八戸市街地から太平洋を目下に見渡せる景勝の地に所在している。1956年（昭和31年）に10基程度の古墳が確認され、1957年（昭和32年）に発見され、翌年慶應義塾大学によって大久保地内の2基が発掘されている。
墳丘の規模は、現地が開畑によって削平されていたため明確ではなかった。おおよそ直径が10メートルから12メートル、高さが残存部で1.3から1.5メートルほどの円墳であるが、ほとんどの墳丘は肉眼で確認できないほど低くなっていた。
死者を埋葬するための長方形の羨室に礫や木炭などを敷き詰め、その周りを1メートルあまりの巾をもつ周湟（しゅうこう）、で円形に取り囲んでいたと推定できる。
調査時は8基ほどであったが、大久保地内の5基は宅地造成によって消滅し、鹿島沢地内の3基だけが残っている。

## 主な出土品

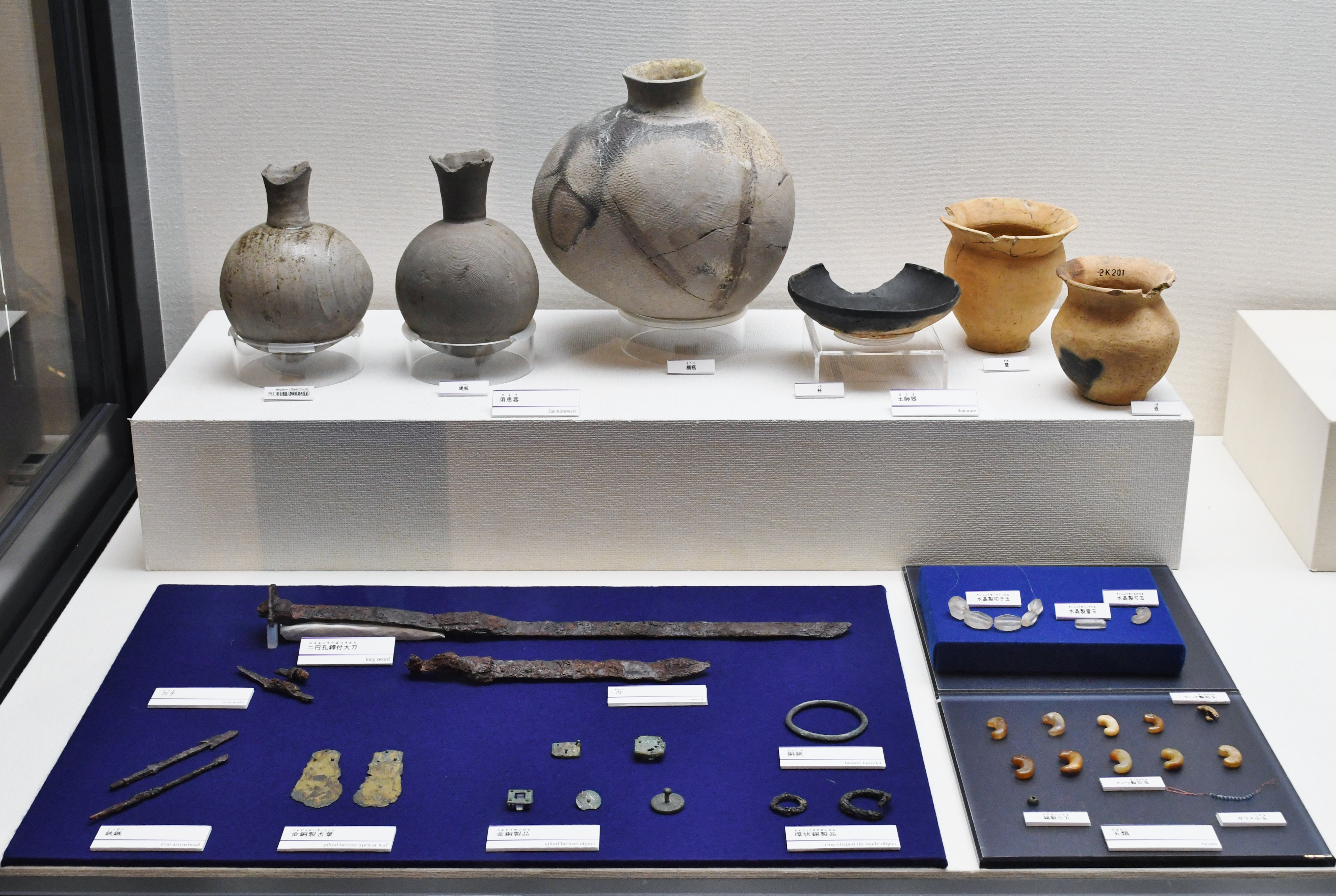
出土品埼玉県立歴史と民俗の博物館特別展時に撮影。

- ガラス球12個、鉄鏃7本、青銅製と思われる金環2個、水晶玉
- 直刀、土師器の甕、銅製釧（腕輪）、馬具、鹿角製の柄を持つ刀子

## 文化財

### 青森県指定文化財
- 重宝（有形文化財）
  - 鹿島沢古墳群出土品（一括） 27点（考古資料） - 八戸市博物館保管。2002年（平成14年）4月17日指定。

## 所在地
| 〒039-1167               |
| 青森県八戸市沢里字鹿島沢 |

## アクセス・交通
- 東北自動車道八戸ICから自動車で約3分
- JR八戸駅からタクシーで約10分